# Internazionale Napoli
Internazionale Napoli – włoski klub piłkarski, mający swoją siedzibę w mieście Neapol, na południu kraju.

## Historia
Chronologia nazw:
- 1911: U.S. Internazionale Napoli
- 1922: fuzja z Pro Napoli
- 1922: klub rozwiązano - po fuzji z Naples FBC, tworząc Internaples

Klub Internazionale Napoli został założony w Neapolu w 1911 roku przez kilku angielskich piłkarzy, którzy odeszli z Naples FBC. W sezonie 1912/13 debiutował Prima Categoria. Najpierw był drugim w Campionato Campano di Prima Categoria, a potem w półfinale centro-meridionale przegrał w dwumeczu z Naples FBC. W sezonie 1913/14 najpierw zwyciężył w Campionato Campano di Prima Categoria, a potem w półfinale centro-meridionale pokonał Naples FBC, ale w finale przegrał w dwumeczu z S.S. Lazio. W sezonie 1914/15 grał w półfinale Campionato Campano di Prima Categoria. Po przerwie związanej z I wojną światową w 1919 reaktywował swoją działalność. W sezonie 1919/20 najpierw zwyciężył w Campionato Campano di Prima Categoria, a potem był trzecim w grupie B półfinałów międzyregionalnych. W sezonie 1920/21 najpierw zwyciężył w grupie B Campionato Campano di Prima Categoria, a potem był czwartym w finale Campano. W 1921 powstał drugi związek piłkarski C.C.I., w związku z czym mistrzostwa prowadzone osobno dla dwóch federacji. W sezonie 1921/22 klub został sklasyfikowany na trzeciej pozycji w rozgrywkach Sezione campana Lega Sud Prima Divisione (pod patronatem C.C.I.). W 1922 po kompromisie Colombo mistrzostwa obu federacji zostały połączone. Latem 1922 roku został wchłonięty klub Pro Napoli. Jednak przed rozpoczęciem sezonu 1922/23 klub połączył się z Naples FBC. Po fuzji nowy klub Internaples, a Internazionale został rozwiązany.

## Sukcesy

### Trofea międzynarodowe
Nie uczestniczył w rozgrywkach europejskich (stan na 31-05-2017).

### Trofea krajowe
| \| \| Zdobyte trofea w rozgrywkach Włoch (stan na: 31-05-2017) \| |                                                          |      |                              |
| Rozgrywki                                                         | Osiągnięcie                                              | Razy | Sezon(y)                     |
| · Mistrzostwo                                                     | I miejsce                                                | 0    |                              |
| · Mistrzostwo                                                     | II miejsce                                               | 0    |                              |
| · Mistrzostwo                                                     | III miejsce                                              | 0    |                              |
| · Mistrzostwo                                                     | finalista                                                | 1    | 1913/14 (centro-meridionale) |
| · Puchar                                                          | zdobywca                                                 | 0    |                              |
| · Puchar                                                          | finalista                                                | 0    |                              |
| II liga                                                           | I miejsce                                                | 0    |                              |
| II liga                                                           | II miejsce                                               | 0    |                              |
| II liga                                                           | III miejsce                                              | 0    |                              |
| Włochy                                                            | Zdobyte trofea w rozgrywkach Włoch (stan na: 31-05-2017) |      |                              |

## Stadion
Klub rozgrywa swoje mecze domowe na Campo di Bagnoli w Neapolu. Wcześniej grał na Campo delle Terme di Agnano.